# Альюм Букар
Альюм Букар (фр. Alioum Boukar, нар. 3 січня 1972, Яунде) — камерунський футболіст, що грав на позиції воротаря.
Виступав, зокрема, за клуб «Самсунспор», а також національну збірну Камеруну.

## Клубна кар'єра
У дорослому футболі дебютував 1992 року виступами за команду клубу «Канон Яунде», в якій провів три сезони. 
Своєю грою за цю команду привернув увагу представників тренерського штабу клубу «Самсунспор», до складу якого приєднався 1995 року. Відіграв за команду із Самсуна наступні сім сезонів своєї ігрової кар'єри.
Згодом з 2002 по 2007 рік грав у складі команд клубів «Істанбулспор», «Коньяспор», «Самсунспор» та «Алтай».
Завершив професійну ігрову кар'єру у клубі «Істанбулспор», у складі якого вже виступав раніше. Прийшов до команди 2007 року, захищав її кольори до припинення виступів на професійному рівні у 2010 році.

## Виступи за збірну
У 1992 році дебютував в офіційних матчах у складі національної збірної Камеруну. Протягом кар'єри у національній команді, яка тривала 13 років, провів у формі головної команди країни лише 14 матчів.
У складі збірної був учасником Кубка африканських націй 1996 року у ПАР, чемпіонату світу 1998 року у Франції, Кубка африканських націй 1998 року у Буркіна-Фасо, Кубка африканських націй 2000 року у Гані та Нігерії, здобувши того року титул континентального чемпіона, розіграшу Кубка конфедерацій 2001 року в Японії і Південній Кореї, чемпіонату світу 2002 року в Японії і Південній Кореї, Кубка африканських націй 2002 року у Малі, здобувши того року титул континентального чемпіона, розіграшу Кубка конфедерацій 2003 року у Франції, де разом з командою здобув «срібло».

## Титули і досягнення
- Переможець Всеафриканських ігор: 1991
- Переможець Кубка африканських націй: 2000, 2002